# Sex&Drugs&Rock&Roll
Sex&Drugs&Rock&Roll är en amerikansk komediserie som sändes i två säsonger mellan 2015 och 2016.
Serien sändes i Sverige på TV6.

## Handling
Den åldrande före detta sångaren i 90-talsbandet The Heathens, Johnny Rock, försöker samla bandet igen för att få ordning på sin ekonomi. Samtidigt får han ett erbjudande att skriva låtar åt en ung, begåvad sångerska på väg upp.

## Rollista i urval
- Denis Leary - Johnny Rock, sångare/låtskrivare
- John Corbett - Flash, gitarrist
- Elizabeth Gillies - Gigi, sångare
- Elaine Hendrix - Ava, bakgrundssångare
- John Ales - Rehab, basist
- Robert Kelly - Bam Bam, trummis